# Crots
Crots is een gemeente in het Franse departement Hautes-Alpes (regio Provence-Alpes-Côte d'Azur). De plaats maakt deel uit van het arrondissement Gap. Crots telde op 1 januari 2022 1.161 inwoners.
De naam Crots bestaat pas sinds 17 december 1970, daarvoor heette het dorp Les Crottes.
Het wapen van Crots toont een vis met links een 'S' en rechts ervan een 'L', een verwijzing naar Saint-Laurent. Dit wapen kregen de inwoners in de 17e eeuw van de toenmalige koning.

## Geografie
De oppervlakte van Crots bedroeg op 1 januari 2022 53,84 vierkante kilometer; de bevolkingsdichtheid was toen 21,6 inwoners per km².
De onderstaande kaart toont de ligging van Crots met de belangrijkste infrastructuur en aangrenzende gemeenten.

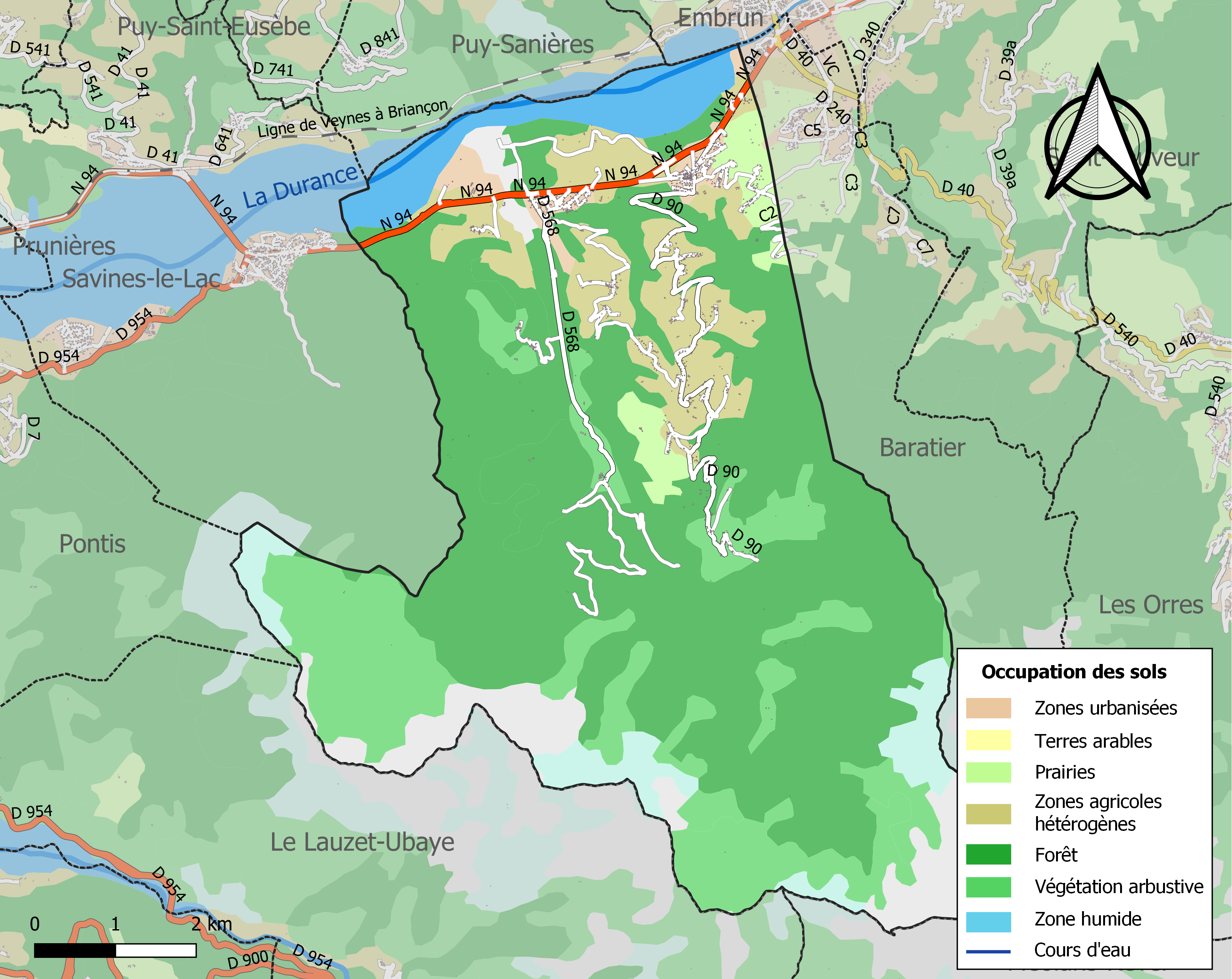

## Demografie
Onderstaande figuur toont het verloop van het inwonertal (bron: INSEE-tellingen).
Vanwege een beveiligingsprobleem met de MediaWiki Graph-software is het momenteel niet mogelijk deze grafiek weer te geven. Zodra de software is bijgewerkt zal de grafiek vanzelf weer zichtbaar worden.